# Le strade del male
Le strade del male (The Devil All the Time) è un film del 2020 diretto da Antonio Campos.
La pellicola è l'adattamento cinematografico dell'omonimo romanzo del 2011 scritto da Donald Ray Pollock ed è interpretata da un cast corale che comprende Tom Holland, Bill Skarsgård, Riley Keough, Jason Clarke, Sebastian Stan, Haley Bennett, Harry Melling, Eliza Scanlen, Mia Wasikowska e Robert Pattinson.

## Trama
1945: combattendo nel teatro del Pacifico sud-occidentale della seconda guerra mondiale, il marine Willard rimane segnato dalla visione di un commilitone crocifisso dai giapponesi, a cui deve dare il colpo di grazia. Tornato in patria, si innamora in un bar dell'Ohio della cameriera Charlotte a seguito di un fortuito scambio di posti che fa anche incontrare i futuri serial killer Carl e Sandy Henderson. A casa, a Coal River, Willard scopre che la madre aveva promesso a Dio di farlo sposare con la devota Helen se ciò l'avesse fatto tornare sano e salvo, ma lui decide comunque di sposarsi con Charlotte e si trasferisce a Knockemstiff, dove ha un figlio, Arvin.
Nel 1950, a Coal River, Helen si è sposata con un altro uomo pio, il predicatore Roy, con cui ha una figlia pressappoco dell'età di Arvin, Lenora. Convinto di poter resuscitare i morti, un giorno Roy porta la moglie con sé a pregare nel bosco e la uccide lontano da occhi indiscreti, ma, una volta fallito il rito, ne seppellisce il corpo e si dà alla fuga. Per strada, accetta un passaggio da parte degli Henderson, che lo portano in un bosco per costringerlo ad avere rapporti sessuali con Sandy mentre Carl scatta delle foto: Roy si rifiuta, venendo ucciso, fatto a pezzi e sepolto.
Nel 1957, a Knockemstiff, Willard costruisce una croce nel bosco dietro casa sua dove pregare col figlio, a cui insegna a rispondere alla violenza con la stessa moneta. Quando Charlotte si ammala di cancro Willard si rivolge ossessivamente a Dio affinché la salvi, costringendo Arvin a fare lo stesso. Disperato, arriva a uccidere il cane di famiglia per offrirlo in sacrificio e, in tutto risposta ai pianti del figlio, lo costringe a pregare tutta la notte sotto la croce dove ha crocifisso l'animale. Il giorno del funerale della moglie, Willard si suicida sotto la croce: il suo corpo viene trovato da Arvin e dal vicesceriffo Bodecker. La madre di Willard a Coal River lo adotta, come già aveva fatto con Lenora, e i due crescono come fratello e sorella.
Nel 1965, Arvin riceve per il suo compleanno la pistola Luger P08 che il padre aveva riportato dalla guerra. Nel frattempo, un corrotto Bodecker, temendo che le voci su sua sorella Sandy e su Carl mettano in pericolo la sua rielezione a sceriffo, le fa visita, scoprendo una delle tante fotografie delle vittime dei due. La famiglia di Arvin si reca alla festa di benvenuto per il nuovo reverendo di Coal River, il giovane ed ambizioso Preston, che subito umilia la nonna di Arvin per i semplici fegatini di pollo da lei portati per il rinfresco. La devota e ingenua Lenora tuttavia non riesce a resistere al fascino del reverendo, che la circuisce e la mette incinta. Confrontato dalla ragazza a tal proposito, Preston nega tutto e le consiglia di abortire per evitare lo scandalo di essere una ragazza madre. Devastata, Lenora approfitta di una mattina in cui tutta la famiglia è a messa per impiccarsi nel granaio: all'ultimo istante però cambia idea, rendendosi conto della futilità del gesto, ma incespica e muore comunque. Un funzionario governativo, incaricato di condurre l'indagine sulla morte di Lenora, informa Arvin della gravidanza della sorellastra; il ragazzo, così, capisce tutto e, dopo aver affrontato Preston in chiesa, lo uccide a colpi di Luger e lascia degli indizi sui crimini commessi da Preston. In fuga dalla legge, il ragazzo si fa dare un passaggio dagli Henderson, ma, una volta intuitene le intenzioni, spara e uccide entrambi, scappando nel bosco in direzione di Knockemstiff. Bodecker viene informato dell'omicidio della sorella e, dopo aver bruciato tutte le foto compromettenti della coppia, si libera anche delle ultime persone che lo legavano al mondo della criminalità. In cerca di vendetta, rintraccia poi Arvin alla sua vecchia casa, andata bruciata anni prima, ma finisce per essere ucciso dal ragazzo. Prima di andarsene, Arvin seppellisce la Luger sotto la croce assieme alle ossa del cane.
Nuovamente per strada, si fa dare un passaggio da un hippie e si addormenta mentre alla radio Lyndon B. Johnson promette di intensificare lo sforzo bellico in Vietnam, sognando di venire scagionato dalla legge e farsi una famiglia o arruolarsi nell'esercito, in entrambi i casi ripercorrendo inevitabilmente le orme del padre.

## Produzione
Le riprese del film sono iniziate il 19 febbraio 2019 in Alabama e sono terminate il 15 aprile seguente. Poco prima dell'inizio delle riprese, Sebastian Stan ha sostituito Chris Evans nel ruolo di Bodecker a causa della sovrapposizione di altri impegni lavorativi.

## Promozione
Il primo trailer del film è stato diffuso il 13 agosto 2020.

## Distribuzione
Il film è stato distribuito sulla piattaforma Netflix a partire dal 16 settembre 2020.

## Accoglienza
È stato il tredicesimo film più visto del 2020 sulla piattaforma Netflix.